# Focaccetta quilianese di patate
La focaccetta quilianese di patate (fügassetta de patatte de Cugæn in ligure) è una specialità tipica della cucina quilianese, riconosciuta come prodotto De.Co. (denominazione comunale) dal gennaio 2024, entrando quindi a far parte del Registro Regionale delle De.Co. della Liguria con il numero 002.003.

## Preparazione

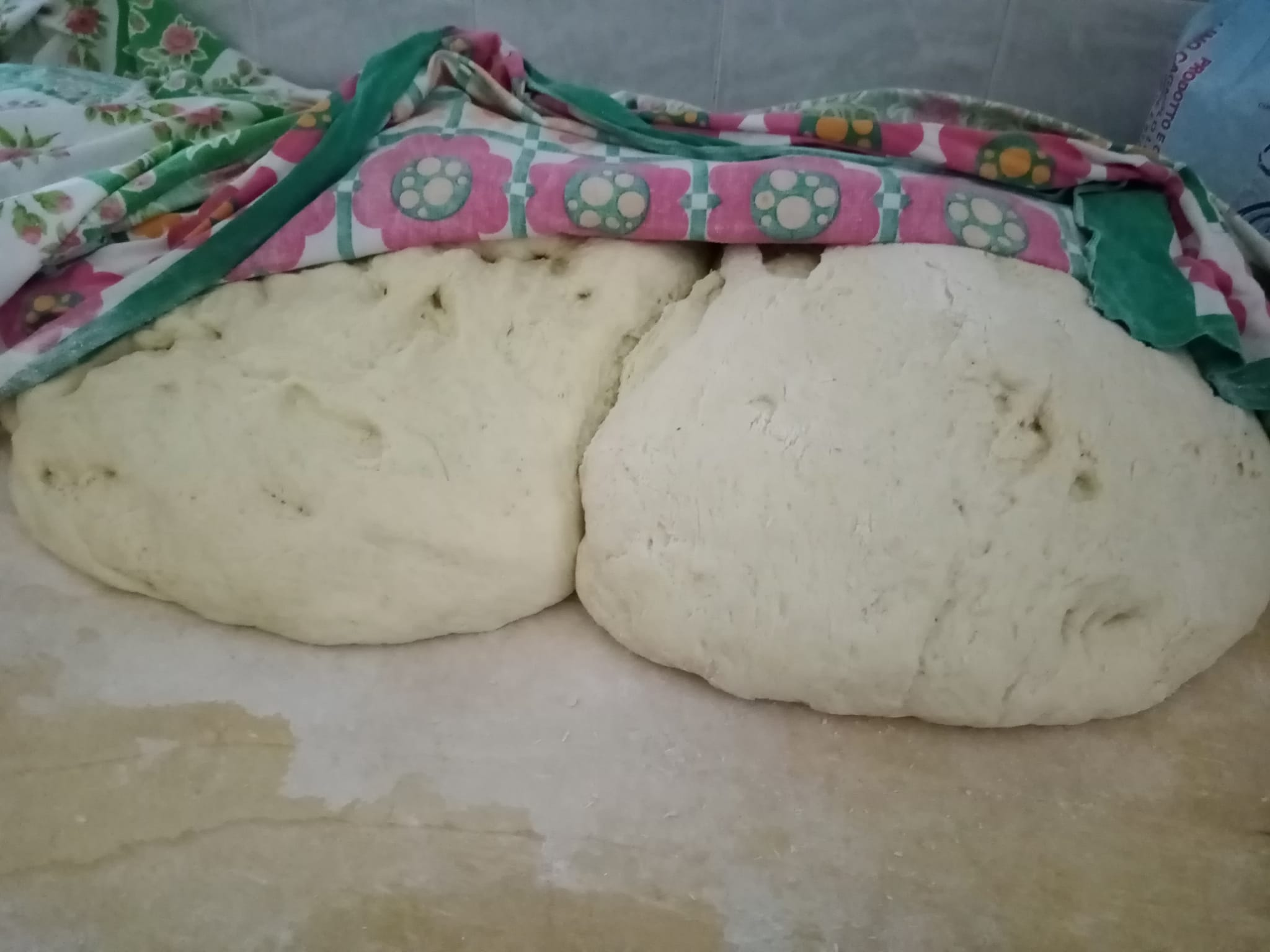
L'impasto lievitato delle focaccette.

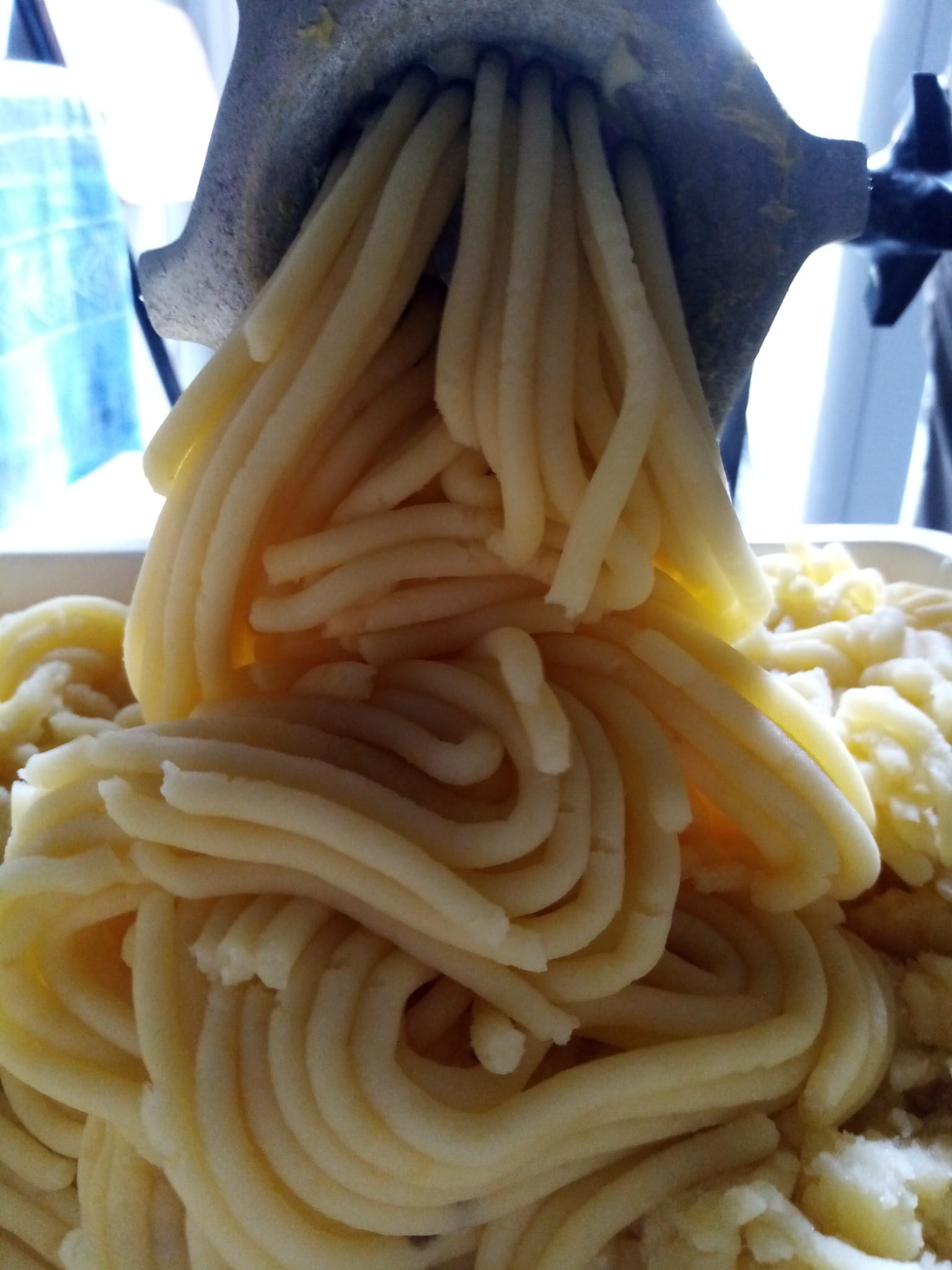
Patate schiacciate per la preparazione.

La focaccetta quilianese di patate è un prodotto a base di pasta lievitata, con patate, fritta nell'olio.
Gli ingredienti sono quindi: farina, patate (non novelle) bollite e schiacciate, olio extravergine d'oliva, lievito di birra. Dopo aver prodotto l'impasto, lo stesso deve essere lasciato lievitare per almeno un'ora e mezza. A questo punto si ricavano le porzioni, che devono essere lavorate a mano per ottenere la classica forma tondeggiante. Le focaccette vengono infine fritte in padella con olio per fritture (preferibilmente di arachide) ben caldo, fino alla loro doratura su ambo i lati.

## Riconoscimenti
La focaccetta quilianese di patate è riconosciuta come un prodotto alimentare consolidatosi da oltre sessant’anni nel vissuto e nelle tradizioni di questa città. La focaccetta ha ottenuto il riconoscimento di prodotto De.Co. (denominazione comunale) nel gennaio 2024, entrando quindi a far parte del Registro Regionale delle De.Co. della Liguria con il numero 002.003.
La De.Co. è stata certificata alle società quilianesi: Società Cattolica "Don Lorenzo Bazzano", Società Cattolica "San Giuseppe di Valleggia" APS, Associazione "Società di Mutuo Soccorso Fratellanza Quilianese" APS, Società di Mutuo Soccorso di Montagna e Società Operaia Cooperativa di Cadibona. Viene preparata in varie manifestazioni dedicate ai prodotti tipici del territorio.